# Перстач лежачий
Перстач лежачий (Potentilla supina) — вид рослин з родини розових (Rosaceae), поширений у Європі, Азії, Африці.

## Опис
Однорічна і дворічна рослина 10–50 см. Прикореневі листки на довгих черешках, перисті, з 2–5 парами овальних або подовжених, надрізано-пильчастих листочків. Квітки на коротких ніжках, в розвилках стебел. Пелюстки ≈ 3 мм завдовжки, жовті. Корені тонкі, з розрідженими бічними коренями. Квітучі стебла розлогі, висхідні або прямостійні, дихотомічно гіллясті, разом із черешками волосисті або майже голі. Горішки циліндричні, складчасті, верхівки гострі

## Поширення
Поширений у помірних і тропічних областях Європи, Азії, Африки.
В Україні вид зростає на вологих луках, біля берегів, бур'ян на городах — на всій території; у Криму рідко.

## Галерея

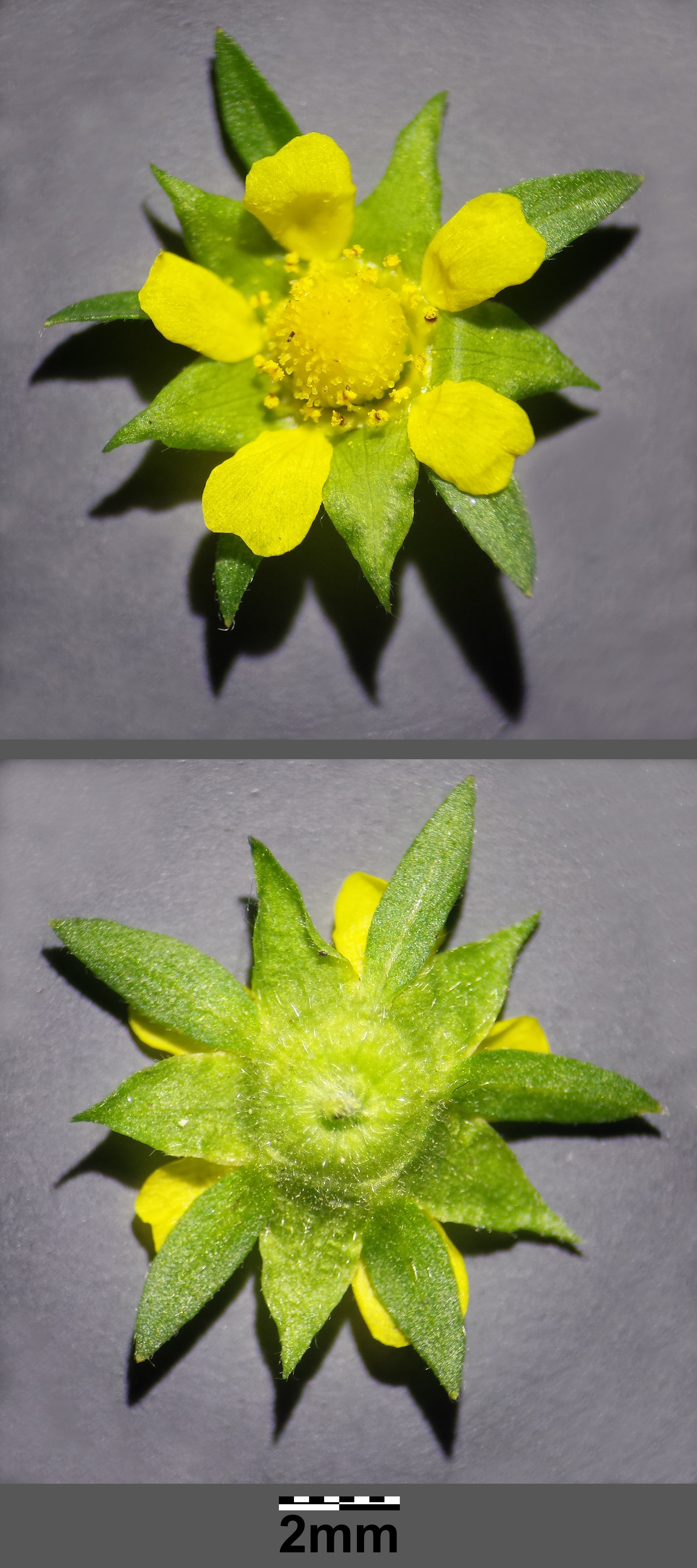
квітка: вид зверху і знизу
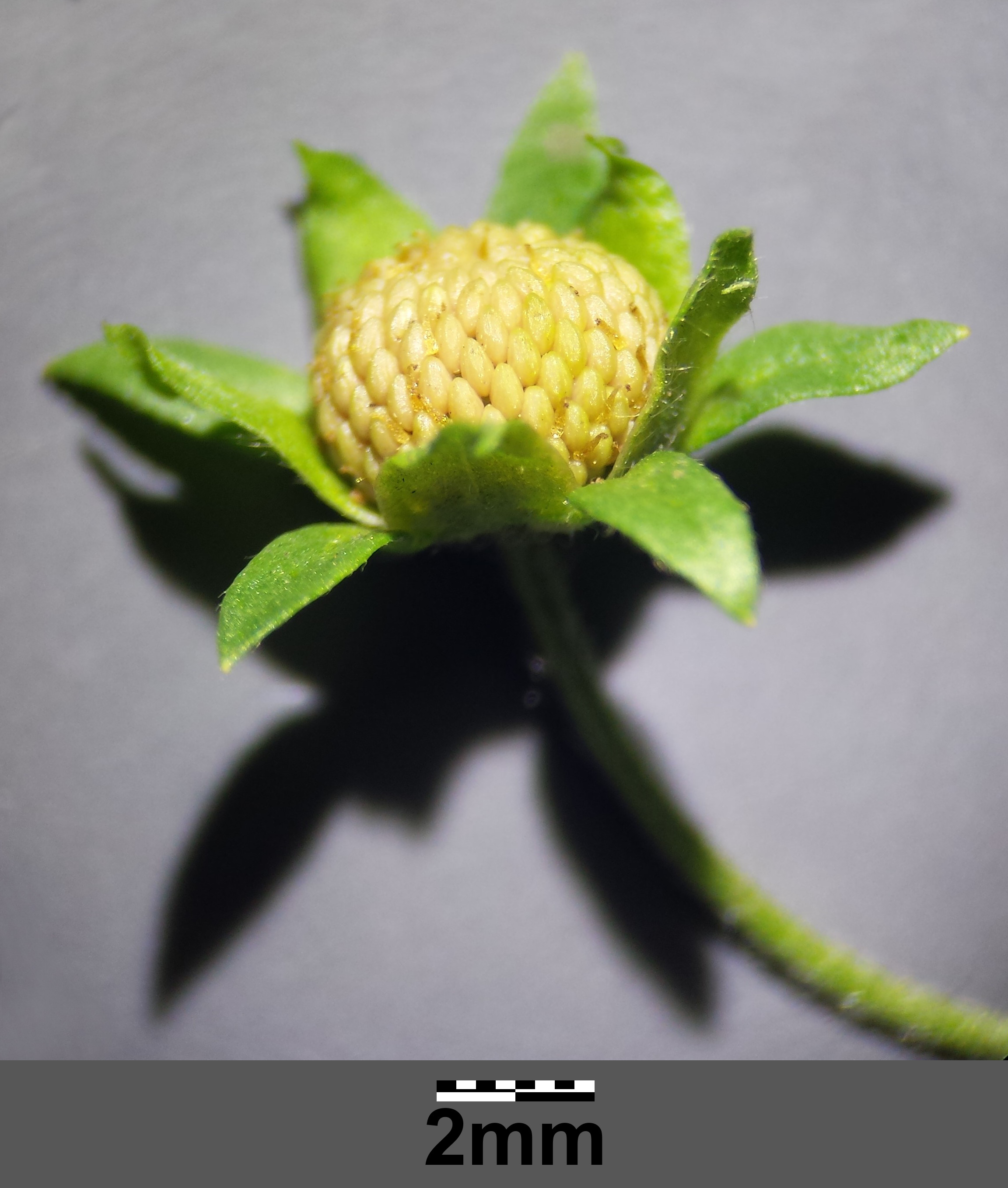
сукупний плід
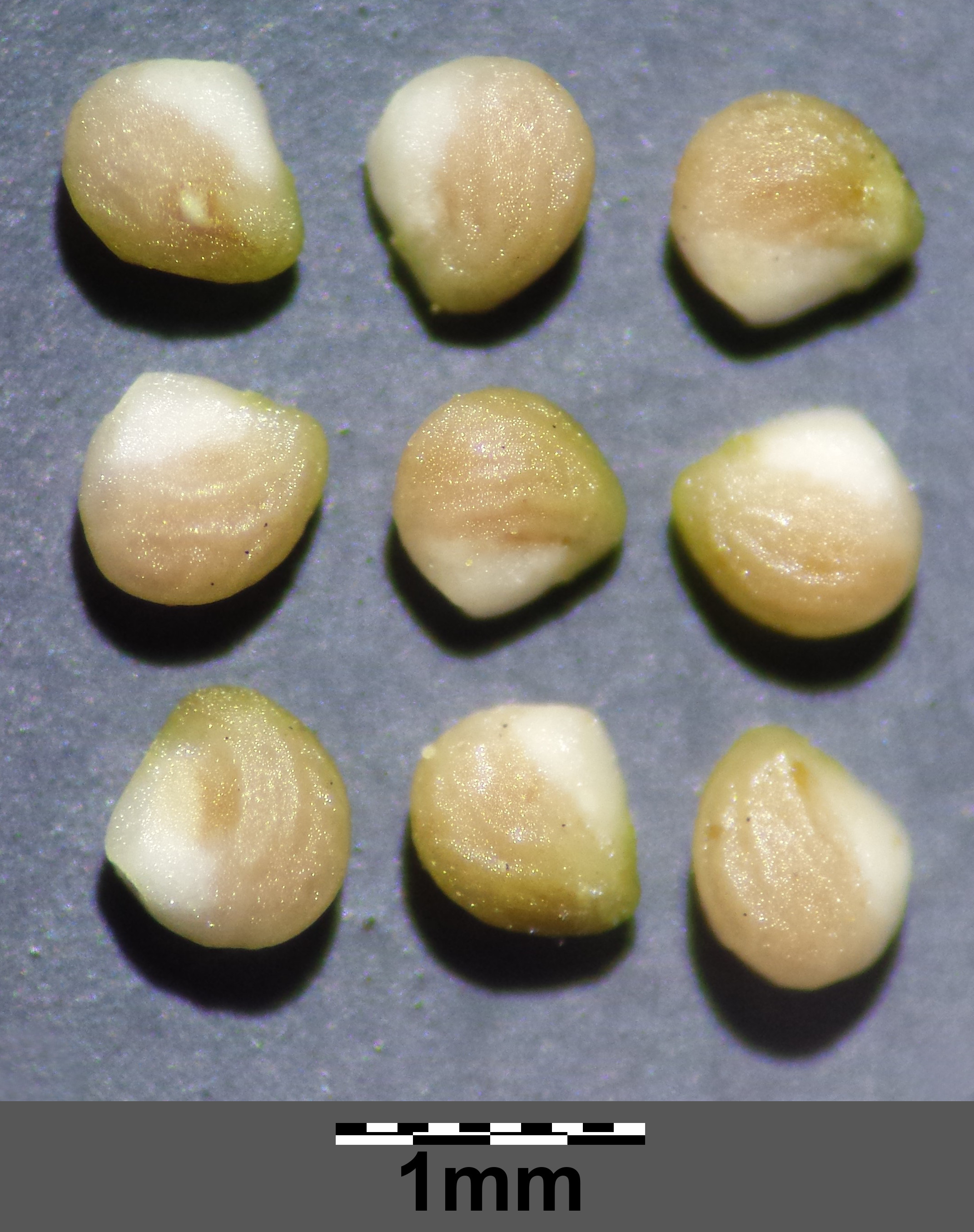
горішки
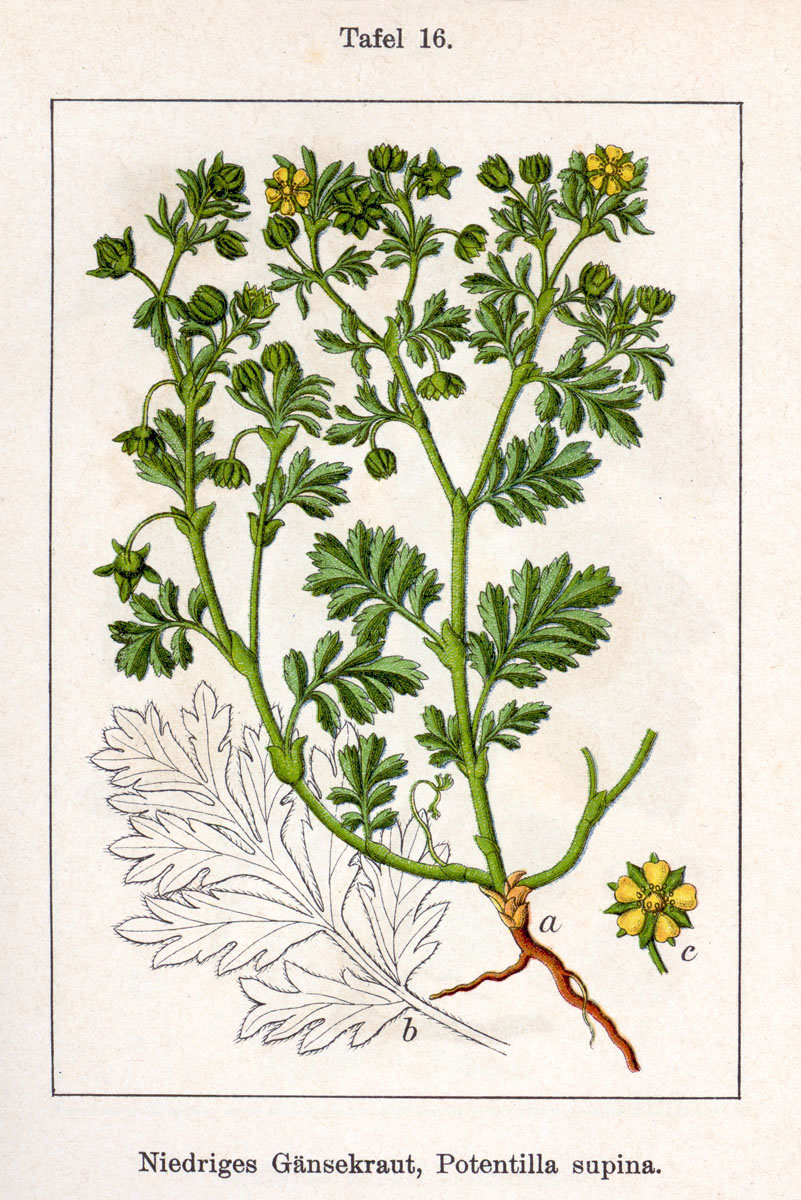
ілюстрація